# Angophora melanoxylon

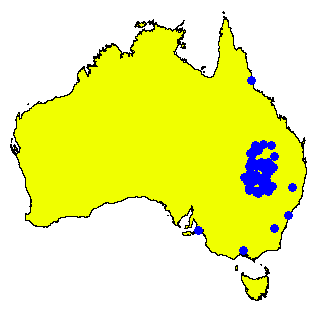
Verbreitung von Angophora melanoxylon (Australasian Virtual Herbarium)

Angophora melanoxylon ist eine Pflanzenart innerhalb der Familie der Myrtengewächse (Myrtaceae). Sie kommt im Norden von New South Wales und im Süden von Queensland vor und wird dort „Coolabah Apple“, „Coolibah Apple“ oder „Apple Tree“ genannt.

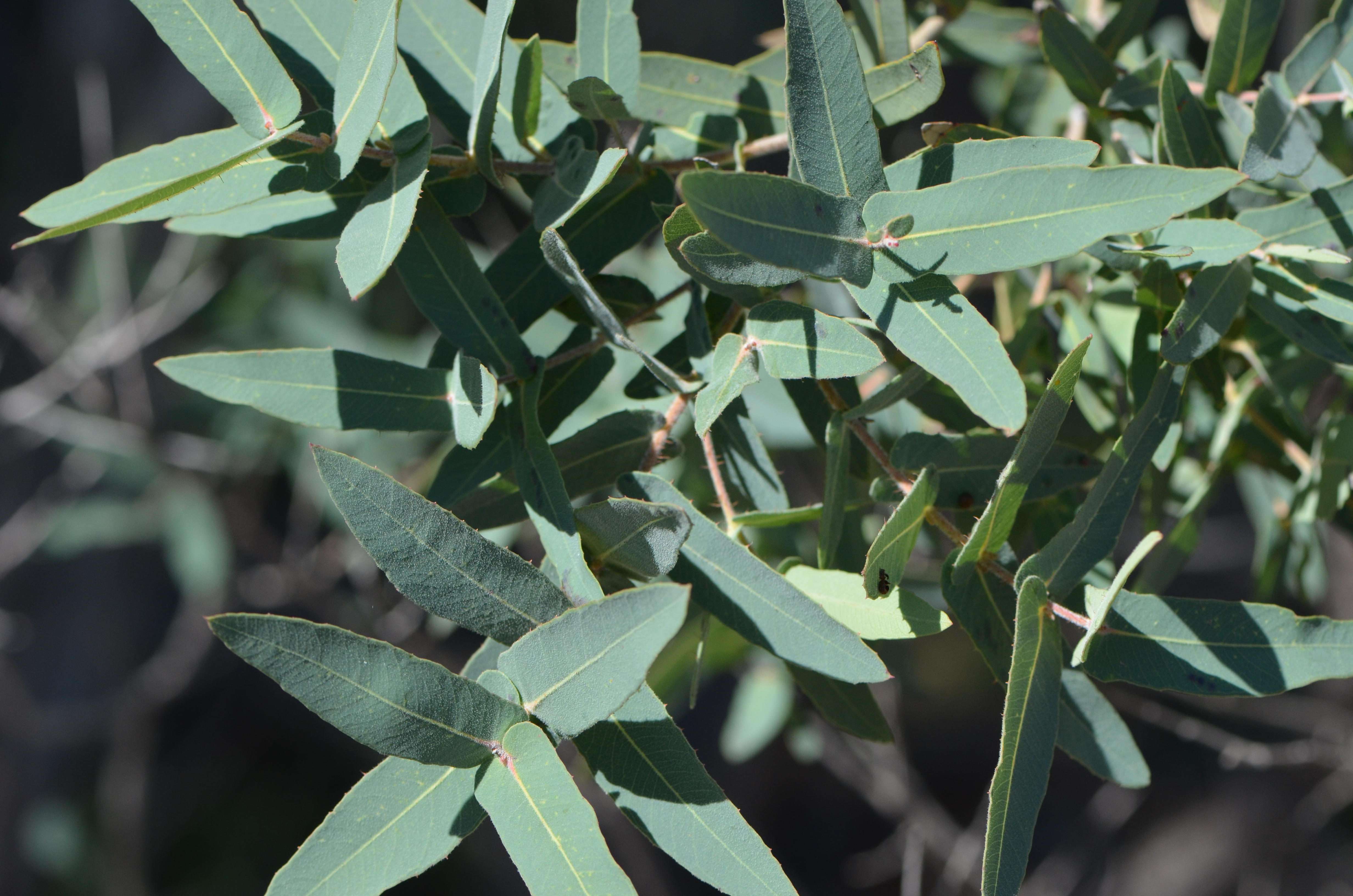
Zweige von Angophora melanoxylon

## Beschreibung

### Erscheinungsbild und Blatt
Angophora melanoxylon wächst als Baum, der Wuchshöhen von bis zu 15 Meter erreicht, oder oft in der Wuchsform der Mallee-Eukalypten, dies ist eine Wuchsform, die mehr strauchförmig als baumförmig ist, es sind meist mehrere Stämme vorhanden, die einen Lignotuber ausbilden. Die Borke verbleibt am gesamten Baum, ist grau oder blassbraun und kurzfasrig.
Bei Angophora melanoxylon liegt Heterophyllie vor. Die einfachen Laubblätter sind immer gegenständig an den Zweigen angeordnet. Die sitzenden Laubblätter an jungen Exemplaren sind bei einer Länge von bis zu 9 cm sowie einer Breite von etwa 2,7 cm breit lanzettlich oder schmal elliptisch und mit steifen, einfachen Haaren sowie borstigen Drüsenhaaren (Trichomen) bedeckt. An mittelalten Exemplaren sind die Laubblätter gerade, ganzrandig und matt grün oder blaugrün bemehlt oder bereift. Die Laubblätter an erwachsenen Exemplaren sind in Blattstiel und -spreite gegliedert. Ihr Blattstiel ist 1 bis 4 mm lang. Ihre einfache, mehr oder weniger steif behaarte Blattspreite ist bei einer Länge von 4 bis 8 cm und einer Breite von 0,7 bis 1,8 cm lanzettlich oder schmal länglich mit meist herzförmigem Spreitengrund und spitzem oberen Ende. Die Blattober- und Unterseite ist verschieden gefärbt. Die Seitennerven gehen in engen Abständen in einem stumpfen Winkel vom Mittelnerv ab. Die Keimblätter (Kotyledonen) sind fast kreisförmig.

### Blütenstand und Blüte
Endständig auf einem 6 bis 23 mm langen, steif behaarten Blütenstandsschaft stehen in zusammengesetzten Gesamtblütenständen mehrere Teilblütenstände. Der steif behaarte Blütenstiel ist 3 bis 9 mm lang. Die Blütenknospen sind bei einer Länge sowie einen Durchmesser von je 4 bis 6 mm eiförmig oder kugelig. Die zwittrigen Blüten sind cremeweiß. Der Blütenbecher (Hypanthium) ist gerippt. Die vier Kelchblätter sind zu vier Kelchzähnen auf dem Blütenbecher reduziert. Die vier Kronblätter besitzen eine Breite sowie Länge von 3 bis 4 mm.

### Frucht und Samen
Die gestielte Frucht ist bei einer Länge von 8 bis 13 mm sowie einem Durchmesser von 7 bis 11 mm eiförmig oder kugelig und meist verjüngt sie sich zur Spitze hin. Der Diskus ist eingedrückt und vom Rand des Blütenbechers verdeckt. Die kniescheibenförmigen Samen sind regelmäßig und abgeflacht, glatt und seidenmatt rot.

## Vorkommen
Das Hauptverbreitungsgebiet von Angophora melanoxylon befindet sich um Sydney im nördlichen New South Wales, nördlich von Coolabah, sowie im angrenzenden südlichen Queensland. Angophora melanoxylon kommt örtlich häufig aber sporadisch vor.
Angophora melanoxylon gedeiht hauptsächlich auf tiefen sandigen Böden.

## Taxonomie
Die Erstbeschreibung von Angophora melanoxylon erfolgte 1900 durch Richard Thomas Baker unter dem Titel On a new species of Angophora in Proceedings of the Linnean Society of New South Wales, Volume 25 (1), S. 84. Das Typusmaterial weist die Beschriftung Coolabah, N.S.W. (Messrs. R. H. Cambage and W. Bäuerlein); West Bogan N.S.W. (Mr R. W. Peacock) auf. Synonyme für Angophora melanoxylon F.Muell. ex R.T.Baker sind Angophora intermedia var. melanoxylon (R.T.Baker) Maiden & Betche und Eucalyptus melana Brooker.